# Павле Ранковић
Павле Ранковић био је каменорезац из чачанског Пријевора, активан од средине 1870-их до 1921. године. Надгробне споменике израђивао је између доњих токова Каменице и Чемернице, али и шире. Каменорезом се најпре почео бавити под утицајем островачких, а касније и драгачевских мајстора. Засновао је гробље крај старе цркве у Горњој Горевници 1906. године.

## Живот
Родио се у селу Пријевор, у породици старином из Дробњака. Клесаријом се бавио самоучки, јер је био хром. Споменике је израђивао по гробљима. Био је релативно ситуиран и волео лов. Члан Народне радикалне странке.
Био је ожењен и без мушког порода. Његово имање наследили су Ковачевићи, потомци једине ћерке и зета пореклом из Дучаловића које су по његовом надимку Пато, називали „Патовцима”.

## Дело
Павле Ранковић споменике је израђивао у облику стубова и вертикалних плоча надвишених крстом од кабларског пешчаника, парменачког пепељњака и пуховског пешчара.
Површине споменика украшавао је урезима удвојених крстова, једноделних чирака са свећама, сумарним представама анђела, флоралном орнаментиком и украсним кићанкама. У приказу људских ликова најсличнији је Љубомиру Недовићу из Ртара и Јосифу Симићу Теочинцу. Покојницима је приказивао обележја занимања и друштвеног статуса - мушкарцима штап, брадву, бритву, чутуру итд, а женама преслице, вретена, корпице са плетивом и кишобране.
Рукопис му је читак, а слова отсечно урезана и правилна. На споменицима се потписивао: Павле Ранковић Пријеворац.
Израдио је споменик у Горњим Бањанима, који је себи за живота 1891. године подигла Јелица Василијевић из Миоковаца.
Слика се састоји из Јеличине фигуре, а [споменички] накит од винове лозе у саксијици, голуба, разлистане стабљике, цветова и витичасте тролисне орнаментике. По основном ставу тела, ношњи, начину чешљања, обликовању лица и мајсторлуку у изради Јелица се не издваја од уобичајених женских ликова тога доба, али је изузетна због тога што је исклесана са раширеним кишобраном изнад главе, као да се штити од кише и заклања од сунца. Извесну новину чини и решмасти пластрон који затвара прсни отвор либаде, појава дугмета на либади, сандале ниских потпетица, укошена стопала (као да стоји на прстима). (...) Ова творевина у Бањанима је по много чему најуспешније и најоргиналније дело Павла Пријеворца, па је зачудно зашто се на њему није потписао.